# Instituto Nacional de Estudos e Pesquisa
Das Instituto Nacional de Estudos e Pesquisa (INEP), deutsch: „Institut für Bildung und Forschung“, ist ein in der Hauptstadt Bissau des westafrikanischen Staates Guinea-Bissau angesiedeltes Forschungsinstitut.

## Geschichte

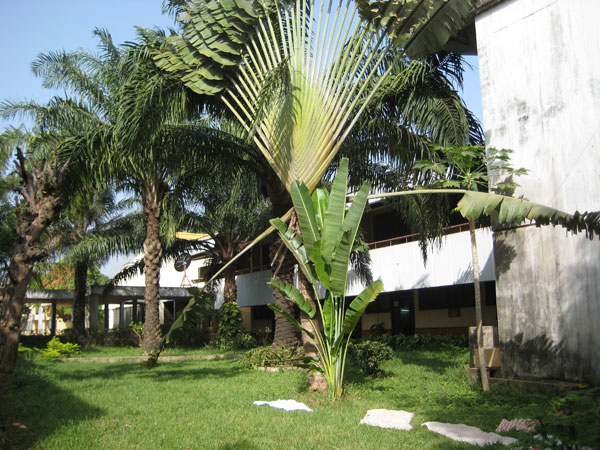
Campus des Instituto Nacional de Estudos e Pesquisa

Das Instituto Nacional de Estudos e Pesquisa wurde 1984 von Carlos Lopes gegründet. Es liegt auf dem „Complexo Escolar 14 de November“, einem Bildungscampus, der auch die Nationale Schule für Gesundheit (Escola Nacional de Saúde), die Universidade Amílcar Cabral und die rechtswissenschaftliche Fakultät Bissaus (Faculdade de Direito Bissau) beherbergt. Das INEP Bissau wurde als sozialwissenschaftlicher Forschungsinstitut zur Förderung der wissenschaftlichen Forschung zu Guinea-Bissau gegründet. Es erfuhr von Beginn an große Unterstützung durch internationale akademische Kooperationen und Entwicklungshilfe-Organisationen. Das INEP entwickelte sich schnell zu einem anerkannten Forschungszentrum, das auch über die Grenzen Guinea-Bissau in West-Afrika Bekanntheit erlangte. Das INEP wurde bis 1998 von Carlos Lopes, Carlos Cardoso und Peter Mendy geleitet. Von 1999 bis 2012 stand Mamadu Jao dem Institut als Direktor vor. Während des Konflikts des 7. Juni 1998 wurde das INEP Bissau von senegalesischen Truppen besetzt, die die Bibliothek und die Archive verwüsteten. Große Teile der Bestände der Bibliothek und der Nationalen Historischen Archive wurden dabei unwiderruflich vernichtet. Auch die Gebäude nahmen während des Krieges erhebliche Schäden. Die Wiederinstandsetzungsmaßnahmen des Instituts sowie insbesondere der Bibliothek und der Archive dauerten über zehn Jahre und konnten erst im Jahr 2009 abgeschlossen werden.

## Organisatorische Gliederung

### Forschungsabteilungen
Organisatorisch ist das INEP in vier Forschungsabteilungen gegliedert:
- Centro de Estudos de História e Antropologia (CEHA)
- Centro de Estudos Socioeconómicos (CESE)
- Centro de Estudos Ambientais e Tecnologia Apropriada (CEATA)
- Gabinete de Estudos e Projectos (GEP)
- Centro de Documentação e Publicações (CEDOP)

### Bibliothek und Archiv
Dem INEP sind eine öffentliche Bibliothek (Biblioteca Pública, BP, vollständig: Biblioteca Pública do Instituto Nacional de Estudos e Pesquisa) mit ca. 65.000 Titeln und die nationalen historischen Archive (Arquivos Históricos Nacionais, AHN) angegliedert.
Die Bibliothek wurde 1984 gegründet und übernahm die Bestände der Bibliothek der früheren portugiesischen Kolonie Portugiesisch-Guinea (bis 1973/75). Die BP fungiert seither als Nationalbibliothek der Republik Guinea-Bissau (portugiesisch Biblioteca Pública Nacional). So führt sie das nationale Pflichtexemplarrecht und gilt als einziges globales Dokumentationszentrum des Landes. Zudem ist sie die Universitätsbibliothek insbesondere der benachbarten Universidade Amilcar Cabral  und die bedeutendste Öffentliche Bibliothek des Landes.
Die Bibliothek unterhält mehrere Abteilungen: Periodika, Monografien, Veröffentlichungen aus der Kolonialzeit, Berichte und weitere „graue Literatur“ zu staatlichen und Entwicklungshilfeprojekten in Guinea-Bissau, Kollektion mit UN-Publikationen.

## Aufgaben des Instituts
Das INEP Bissau ist ein interdisziplinäres Forschungszentrum und führt Forschungen aus eigener Initiative oder im Auftrag öffentlicher oder privater Institutionen in den Bereichen Geschichte, Ethnologie, Sozial-, Wirtschafts- und Umweltwissenschaften durch. Es arbeitet auch zu gender, Jugend und Migration. Das INEP unterstützt die Regierung in der Formulierung und Implementierung einer wissenschaftlichen Gesamtstrategie für das Land. Es ist verantwortlich für das zur Verfügung stellen und Sammeln wissenschaftlicher Dokumente mit Bezug zu Guinea-Bissau. Darüber hinaus fördert es den nationalen und internationalen Austausch zwischen den Bildungs- und Forschungseinrichtungen Guinea-Bissaus, indem es unter anderem Fortbildungen und Austauschprogramme in Zusammenarbeit mit nationalen und internationalen Institutionen ermöglicht.

## Publikationen
Seit 1986 erscheint die wissenschaftliche Zeitschrift Soronda - Revista de Estudos Guineenses. Insgesamt sind bisher 35 Ausgaben veröffentlicht worden, davon 5 spezielle Themennummern. 
Von 1986 bis 1993 erschien die Zeitschrift „Boletim de informação sócio-económica“ in insgesamt 18 Ausgaben.
Des Weiteren sind zahlreiche Bücher und Studien in den eigenen monografischenReihen „Kacu Martel“ (seit 1986) und „Lala Kema“ (seit 1997) erschienen.

## Kooperationen
Seit seiner Gründung arbeitet das INEP Bissau intensiv mit internationalen Partnern zusammen:
- Universität Bayreuth
- Volkswagen Stiftung
- Evangelischer Entwicklungsdienst (EED)
- Instituto Universitário de Lisboa ISCTE, Lissabon, Portugal
- Universidade Regional do Noroeste do Estado do Rio Grande do Sul (UNIJUÍ), Brasilien
- Université Cheikh Anta Diop de Dakar, Senegal
- Codesria, Dakar, Senegal
- International Union for Conservation of Nature and Natural Resources, IUCN
- Interpeace, Genf Schweiz
- Universität Carlos III, Madrid, Spanien[6]